# Meiji-Sanriku-Erdbeben 1896
Das Meiji-Sanriku-Erdbeben (jap. 明治三陸地震, Meiji Sanriku jishin) ereignete sich am 15. Juni 1896 (Meiji 29) vor der Küste Japans um etwa 19:32 Ortszeit. Etwa eine halbe Stunde später traf ein bis zu 25 m hoher Tsunami auf die Sanriku-Küste am nordöstlichen Teil der Insel Honshū. Über 27.000 Menschen kamen um.
In Kalifornien erreichte der Tsunami bis zu 3 m Höhe.
Durch die Schwere des Erdbebens und Tsunamis wurde in Japan verstärkt die Tsunami-Forschung vorangetrieben.
Ähnlich verheerende Erdbeben an gleicher Stelle waren das Jōgan-Sanriku-Erdbeben 869, das Keichō-Sanriku-Erdbeben 1611, das Shōwa-Sanriku-Erdbeben 1933 und das Tōhoku-Erdbeben 2011.